# Elecciones legislativas de Mongolia de 1990
Las elecciones parlamentarias de 1990 realizadas en Mongolia el día 28 de junio fueron las últimas elecciones legislativas celebradas en la República Popular de Mongolia, y las primeras del país con un sistema multipartidista.

## Antecedentes
En 1989, la República Popular de Mongolia fue testigo de una serie de manifestaciones contra el gobierno por parte del grupo de coalición Unión Democrática de Mongolia, un grupo formado el 10 de diciembre de ese año por intelectuales bajo la influencia de movimientos similares en Europa del Este. [Jambyn Batmönkh prometió una reforma para aplacar las crecientes manifestaciones y se reunió con los líderes de la MDU, aunque Dumaagiin Sodnom y otros miembros destacados del Politburó consideraron que se podría llevar a cabo un plan gradual de cinco años para las reformas. [Sin embargo, las manifestaciones continuaron, con Batmönkh anunciando su renuncia el 4 de marzo, seguido por el resto del Politburó ocho días después. [Punsalmaagiin Ochirbat fue nombrado presidente del Hural con Sharavyn Gungaadorj nombrado primer ministro, aunque se acordó que el Hural se reuniría nuevamente en mayo para discutir el cambio constitucional, haciendo que estos nombramientos sean temporal.
Sin embargo, las manifestaciones continuaron (en gran parte como consecuencia de la falta de financiación y acceso a los medios de comunicación para los partidos de oposición recién formados en contraste con el Partido Revolucionario del Pueblo de Mongolia) y el ejército fue utilizado contra los manifestantes en abril.8 Se celebraron reuniones con la oposición el 30 de abril y se acordaron elecciones libres al Hural el 14 de mayo.8

## Campaña electoral
El Partido Revolucionario del Pueblo de Mongolia se registró como partido político el 24 de mayo y otros siguieron su ejemplo, incluido el Partido Demócrata de Mongolia, el Partido Verde de Mongolia, el Partido de Progreso Nacional de Mongolia y el Partido Socialdemócrata de Mongolia [5]. Sin embargo, el MPRP pronto tomó la delantera al prometer cancelar algunas deudas, reducir el costo de la calefacción y proporcionar salarios más altos para los pobres y los estudiantes. Combinaron esto con la eliminación de sus vínculos con las fuerzas de seguridad y el ejército para evitar un boicot de oposición amenazado. [4]
Las elecciones primarias se celebraron el 25 de junio con 2.400 candidatos presentados para perseguir 799 candidaturas completas disponibles para los 430 escaños del Gran Hural. Finalmente, avanzaron alrededor de 100 candidatos de la oposición, con el sistema criticado por favorecer las áreas rurales donde el MPRP era más fuerte. [4]

## Tabla de resultados

### Gran Jural del Estado (Cámara Alta)
| Partido                                       | Votos  | %   | Escaños | +/-   |
| --------------------------------------------- | ------ | --- | ------- | ----- |
| Partido Revolucionario del Pueblo de Mongolia |        |     | 358     | +12   |
| Partido Demócrata                             |        |     | 17      | Nuevo |
| Partido Nacional Progresista                  |        |     | 6       | Nuevo |
| Partido Democrático Social                    |        |     | 4       | Nuevo |
| Los Verdes                                    |        |     | 0       | Nuevo |
| Partido Laborista Libre                       |        |     | 0       | Nuevo |
| Independientes                                |        |     | 38      | Nuevo |
| Escaños Vacantes                              |        |     | 7       | -     |
| Inválidos/Votos en blanco                     |        | -   | -       | -     |
| Total                                         | 27.817 | 100 | 430     | +60   |
| Fuente: Nohlen et al.                         |        |     |         |       |

### Baga Jural (Cámara Baja)
| Partido                                       | Votos   | %    | Senadores |
| --------------------------------------------- | ------- | ---- | --------- |
| Partido Revolucionario del Pueblo de Mongolia | 598.984 | 61.1 | 31        |
| Partido Demócrata                             | 236,087 | 24.1 | 13        |
| Partido Nacional Progresista                  | 57,691  | 5.9  | 3         |
| Partido Democrático Social                    | 53,545  | 5.5  | 3         |
| Los Verdes                                    | 12,044  | 1.2  | 0         |
| Partido Laborista Libre                       | 11,823  | 1.2  | 0         |
| Inválidos/Votos en blanco                     | 27.817  | -    | -         |
| Total                                         | 997.991 | 100  | 50        |
| Fuente: Nohlen et al.                         |         |      |           |